# Rashied Doekhi
Mohamed Rashied Doekhi (Paramaribo, 16 gennaio 1955) è un politico surinamese, ex commissario del distretto di Nickerie.
Per via della sua popolarità nel suddetto distretto, venne soprannominato "presidente del Nickerie".
È stato un membro dell'Assemblea Nazionale del Suriname tra il 2000 e il 2020 per conto del Partito Democratico Nazionale di Dési Bouterse.
Nel 2000 venne nominato a sorpresa da Bouterse come candidato per la coalizione Millennium Combinatie nelle elezioni presidenziali del Suriname di quell'anno, in cui sfidò Runaldo Ronald Venetiaan, leader del Nieuw Front voor Democratie en Ontwikkeling. Doekhi perse contro Venetiaan, il quale venne eletto presidente per la seconda volta.